# Edgerton (Misuri)
Edgerton es una ciudad ubicada en el condado de Platte en el estado estadounidense de Misuri. En el Censo de 2010 tenía una población de 546 habitantes y una densidad poblacional de 189,24 personas por km².

## Geografía
Edgerton se encuentra ubicada en las coordenadas 39°30′8″N 94°37′44″O / 39.50222, -94.62889. Según la Oficina del Censo de los Estados Unidos, Edgerton tiene una superficie total de 2.89 km², de la cual 2.89 km² corresponden a tierra firme y (0%) 0 km² es agua.

## Demografía
Según el censo de 2010, había 546 personas residiendo en Edgerton. La densidad de población era de 189,24 hab./km². De los 546 habitantes, Edgerton estaba compuesto por el 97.62% blancos, el 0.18% eran afroamericanos, el 0.37% eran amerindios, el 0.92% eran asiáticos, el 0% eran isleños del Pacífico, el 0% eran de otras razas y el 0.92% pertenecían a dos o más razas. Del total de la población el 0.92% eran hispanos o latinos de cualquier raza.